# Leiodytes indicus
Leiodytes indicus är en skalbaggsart som först beskrevs av Régimbart 1892.  Leiodytes indicus ingår i släktet Leiodytes och familjen dykare. Inga underarter finns listade i Catalogue of Life.